# アナベル 死霊人形の誕生
『アナベル 死霊人形の誕生』（アナベルしりょうにんぎょうのたんじょう、Annabelle: Creation）は、2017年のアメリカのホラー映画である。監督はデヴィッド・F・サンドバーグ、主演はステファニー・シグマンが務めた。「死霊館ユニバース」の4作目であり、『アナベル 死霊館の人形』の前日譚である。PG12指定。

## ストーリー
1945年。人形職人のサミュエルとその妻エスターは交通事故で娘のビーを亡くしてしまう。
その12年後の1957年。夫妻は自宅にシスターのシャーロットと6人の孤児の少女たちを受け入れる。新しい暮らしに喜ぶ少女たちだが、そのうちの一人ジャニスはかつてビーのものだった部屋から何かの気配を感じ取る。ある夜、「私を見つけて」と書かれたメモを見つけたジャニスは、サミュエルから入ってはいけないと言われていたビーの部屋に立ち入ってしまう。メモに示されるままクローゼットの鍵を開けると、そこには白いドレスを着た少女の人形があった。
その日を境に少女たちの周りで奇妙な出来事が起き始める。夫妻に幼くして亡くなった娘がいたことを知ったジャニスは再び訪れたビーの部屋で彼女の姿を見るが、その顔は邪悪に歪み、ジャニスの魂を要求してきた。ジャニスはここには良くないものがいるとシャーロットに訴えるが、他に行く当てなどなく留まるしかなかった。翌日、ビーに襲われたジャニスは黒い液体を体内に注がれてしまう。悲鳴を聞き駆けつけたシャーロットたちへ何事もなかったかのように笑顔を見せるジャニスだが、親友のリンダは彼女の様子に違和感を覚える。リンダから人形のことを聞いたビーの父・サミュエルは十字架を手にジャニスに立ち向かうが、屋敷にシャーロットたちが戻ったとき彼は絶命していた。
人形が全ての元凶だと考えたリンダは夜中にジャニスの元から人形を持ち出し、井戸に捨てる。だが部屋に戻るとベッドにジャニスはおらず、捨てたはずの人形があった。人形を手にしたシャーロットから何が起こっているのかを問い詰められたビーの母・エスターは、12年前の出来事を語り始める。ビーという愛称で呼んでいた娘・アナベルに再び会いたい一心で邪教にすがった夫妻は、現れた存在を娘だと信じ込み、求められたとおりにサミュエルが作った人形への憑依を許可した。だが、それはビーではなく人間の魂を狙う悪魔だった。夫妻は教会に助けを求め、悪魔は聖書のページを貼り巡らせたクローゼットに封じられた。その後は何事もなく悪魔は封印されたと信じ、贖罪の念からシャーロットたちを屋敷に招いたが、それこそが悪魔の望んだことだった。
悪魔に憑りつかれたジャニスは少女たちを襲い始め、エスターもまた惨殺された姿で発見される。シャーロットたちは屋敷からの脱出を図るが、悪魔の力により妨害される。ビーの部屋に逃げ込むリンダを追い詰め、ナイフで刺そうとするジャニス。そこへ間一髪シャーロットが駆けつけ、ジャニスを人形と共にクローゼットに閉じ込める。ポルターガイストが起こる中シャーロットとリンダは外へ逃げ、やがて屋敷は静まる。
翌日、警察がクローゼットを確認するが、中には人形だけが残され、ジャニスはいつの間にか居なくなっていた。教会により屋敷と人形は清められ、シャーロットと少女たちはその土地を後にする。その後、自らを「アナベル」と名乗るジャニスはヒギンズ夫妻に引き取られる。さらに12年後、成長したアナベルはヒギンズ夫妻を殺害し、『アナベル 死霊館の人形』の場面に繋がるところで幕は下りる。

## キャスト
※括弧内は日本語吹替
- 修道女シャーロット - ステファニー・シグマン（渡辺明乃）
- ジャニス - タリタ・ベイトマン（宇山玲加）
- リンダ - ルールー・ウィルソン（井上ほの花）
- ナンシー - フィリパ・クルサード
- キャロル - グレイス・フルトン
- ティアニー - ルー・ルー・サフラン
- ケイト - テイラー・バック
- アナベル・マリンズ（ビー） - サマラ・リー
- サミュエル・マリンズ - アンソニー・ラパーリア（星野充昭）
- エスター・マリンズ - ミランダ・オットー（小林優子）
- マッシー神父 - マーク・ブラムホール
- フラー - アダム・バートリー
- 悪魔に取り憑かれたエスター・マリンズ - アリシア・ヴェラ＝ベイリー
- 養子縁組の斡旋者 - ロッタ・ロステン
- 人形に取り憑いた悪霊 - ジョセフ・ビシャラ
- ピート・ヒギンズ - ブライアン・ホウ
- シャロン・ヒギンズ - ケリー・オマリー
- 大人になったジャニス / アナベル・ヒギンズ - ツリー・オトゥール

### カメオ出演
- ミア・フォーム - アナベル・ウォーリス
- ジョン・フォーム - ウォード・フォートン
- ヴァラク - ボニー・アーロンズ: 悪魔の尼僧。

## 製作

### 構想
2015年10月、『アナベル 死霊館の人形』の続編の製作が始まったとの報道があった。2016年3月、降板した前作の監督、ジョン・R・レオネッティの後任として、デヴィッド・F・サンドバーグが起用されたと報じられた。サンドバーグは死霊館シリーズの大ファンであることを公言しており、「あらゆる点において、死霊館シリーズの作品は古式ゆかしいホラー映画だと思う」と語っている。ジェームズ・ワンとニュー・ライン・シネマがサンドバーグに監督のオファーを出したのは、『ライト/オフ』のポスト・プロダクション中であった。ワンたちはサンドバーグが提出したアーリー・カットに感銘を受けた。また、ワンは『ライト/オフ』製作中にサンドバーグと意気投合しており、そうしたことも彼へのオファーに繋がったのだという。当初、サンドバーグは続編ものであることを理由にオファーを断ろうとしたが、脚本を読んだところ、内容が第1作と大きく異なることに気が付いた。それ故、監督のオファーを受けることにしたのだという。続編であることを意識せずに済んだ結果、サンドバーグは本作で自由な演出をすることができた。また、サンドバーグは本作の時代設定が20世紀半ばであることにも惹き付けられたのだという。2017年3月、サンドバーグは本作が『アナベル 死霊館の人形』の前日譚になることと、タイトルが『Annabelle: Creation』になることを発表した。
サンドバーグは本作をシネマスコープで撮影するに当たって、映画『たたり』を頻繁に参照したのだという。また、本作の楽曲をイメージするに当たっては、スタンリー・キューブリック監督の『シャイニング』の楽曲を参照したとも述べている。当然のことながら、本作も死霊館シリーズの1本であるため、サンドバーグは過去作の演出を意識していた。サンドバーグは意表を突く展開・演出を追求せず、緊張感とサスペンスを醸し出すことを心がけていた。監督デビュー作の『ライト/オフ』において、サンドバーグはシーン毎に相当な下準備を行った。しかし、本作の撮影に当たっては、敢えて現場で得た直観を重視するというアプローチを採った。それ故、撮影現場には詳細な予定表の代わりに、「大事なことは現場で分かる。それを形にしていこう。」と書かれた紙が貼られることとなった。
サンドバーグはアナベル人形が子供のおもちゃらしく見えるように、幾つかの修正を施した。具体的には、頬をふっくらとさせ、出っ歯を矯正した。。撮影中、サンドバーグたちはアナベル人形が動かないが故の困難に度々遭遇した。そこで、彼らはワイヤーやシートを使って人形を動かすこととなった。

### キャスティング
2016年6月、ステファニー・シグマン、タリタ・ベイトマン、ミランダ・オットーの出演が決まった。製作チームは子役たちに『エクソシスト』を鑑賞させた。それが功を奏して、撮影現場で泣き出す子役は一人も出なかった。ただ、子役の中には、アナベル人形に何かの力を感じ取った者もいた。サンドバーグは「撮影における困難は一つだけだった。それは時間だった。子役は深夜以降働けないし、長時間労働も許されていないからね。」と語っている。
ジェームズ・ワンは『死霊館 エンフィールド事件』のマディソン役にベイトマンを起用することを検討していたが、それは実現しなかった。本作に出演する子役のオーディションが行われたとき、それを覚えていた製作チームは真っ先にベイトマンのオーディションを行った。ルールー・ウィルソンはホラー映画で善の側の人間を演じたいという理由で、リンダ役を志願した。
アンソニー・ラパーリアは本作のオファーを受けるかどうか迷っていたが、14歳の娘が熱心に出演を勧めてきたこともあって、オファーを受諾することにしたのだという。ラパーリアはサミュエルについて「謎めいていて、荒々しくも落ち着いた男だと思います。娘を亡くしたことと妻が寝たきりになってしまったことを心底嘆いている男です。孤児院の子供たちはサミュエルを怖れています。」と述べている。役になりきるために、ラパーリアは子役たちと出来る限り関わらないようにしたのだという。

### 撮影
本作の主要撮影は2016年6月27日にロサンゼルスで始まり、同年8月15日に終了した。20世紀半ばという時代設定、及び死霊館シリーズの古めかしい雰囲気を維持することを考慮したサンドバーグは、本作の撮影にステディカムとトラッキング・ショットを使用すると決めた。サンドバーグは「今まで生きてきた中で、霊の存在を確信させるに至るような出来事はなかった。」と語っている。しかし、ステファニー・シグマンが「人形に霊的なものを感じたので、『死霊館 エンフィールド事件』の撮影現場で行われたような儀式をやって欲しい」と嘆願してきたため、サンドバーグは彼女の要求を受け入れたのだという。
なお、本作の撮影は悪魔祓い師であるロバート神父の立ち会いの下に行われた。

### 音楽
2016年11月23日、ベンジャミン・ウォルフィッシュが本作の楽曲を作曲することになったと報じられた。
2017年8月4日、ウォータータワー・ミュージックが本作のサウンドトラックをアメリカ合衆国で発売した。

## 公開
当初、本作は2017年5月19日に全米公開される予定だったが、後に公開日が同年8月11日に延期されることとなった。これは同日に封切られる『エイリアン: コヴェナント』との競合を回避するための措置であった。6月19日には、ロサンゼルス映画祭で本作のプレミア上映が行われた。

## 興行収入
本作は『The Nut Job 2: Nutty by Nature』と『The Glass Castle』と同じ週に封切られ、公開初週末に3000万ドル強を稼ぎ出すと予想された。本作は8月10日（木曜日）のレイトショーで400万ドルを稼ぎ出した。この数字は死霊館シリーズの中で最高の数字であった。2017年8月11日、本作は全米3502館で封切られ、公開初週末に3500万ドルを稼ぎ出し、週末興行収入ランキング初登場1位となった。しかし、この数字はシリーズの中で最低の数字であった。

## 評価
本作は批評家から好意的に評価された。映画批評集積サイトのRotten Tomatoesには115件のレビューがあり、批評家支持率は68%、平均点は10点満点で6.1点となっている。サイト側による批評家の要約は「『アナベル 死霊人形の誕生』は死霊館シリーズに見事な1章を付け加え、不気味な見た目のアナベル人形が観客を怖がらせる力をまだ有していることを証明した。」となっている。また、Metacriticには28件のレビューがあり、加重平均値は62/100となっている。なお、本作のCinemaScoreはBとなっている。
『ハリウッド・レポーター』のジャスティン・ロウは本作を「実に恐ろしかった。」「雰囲気と心理的な怖がらせ方において、『死霊館 エンフィールド事件』や『アナベル 死霊館の人形』以上に『死霊館』に近い作品だと言える。」と評している。『エンパイア』のクリス・へーウィットは「『アナベル 死霊人形の誕生』はジェームズ・ワンがメガホンを取った2作品には及ばない。しかし、エンディングに至るまで、ちゃんとしたホラー要素が多くあり、奇妙かつ見事なサプライズもある。」と述べている。『バラエティ』のピーター・デブルージは物語がもたついていると指摘した上で、「何とかして観客を怖がらせるだけの恐怖を生み出そうとしている。」「怖いのは間違いないが、知性の感じられないホラー映画である。」と評している。

## 続編
2018年4月、ワーナー・ブラザース映画は2019年7月3日に死霊館シリーズの新作を全米公開すると発表した。しばらくして、その新作がアナベルシリーズの第3作であると判明した。第3作の監督にはゲイリー・ドーベルマンが起用され、ピーター・サフランとジェームズ・ワンがプロデューサーとして続投することになった。本作の続編となる『アナベル 死霊博物館』は2019年6月28日に全米公開された。